# Rue Du Couëdic (Nantes)
Pour l’article homonyme, voir Rue Du Couédic (Paris).
La rue Du Couëdic est une voie de Nantes, en France.

## Situation et accès
Située dans le centre-ville de Nantes, la rue Du Couëdic est une voie piétonne bitumée. Elle rallie l'allée Brancas au niveau du square Fleuriot-de-Langle qu'elle longe sur son côté est, à la place Félix-Fournier. Sur son tracé, elle est rejointe par la rue Sainte-Catherine et croise la rue d'Orléans.

## Origine du nom
Elle rend hommage au vicomte Charles Louis du Couëdic (1740-1780), officier de la Marine française rendu célèbre pour le combat livré, le 6 octobre 1779, à bord de la frégate La Surveillante contre la frégate anglaise HMS Quebec au cours de la guerre d'indépendance des États-Unis.

## Historique
L'emplacement de la rue actuelle, sur la rive droite de l'ancien cours de l'Erdre, n'est pas inclus dans l'enceinte gallo-romaine de Nantes. Plus tard, au XIIIe siècle, Pierre Mauclerc fait construire une muraille autour du faubourg Saint-Nicolas. Le côté est de cette muraille est à l'origine du tracé de la rue Du Couëdic.
Tout ce quartier formait une prairie marécageuse, la « Prée Nian » (ou « Pré Nian »), donnée en 1141 aux Templiers qui y construisirent une commanderie comportant une chapelle dédiée à Sainte Catherine. Les Hospitaliers de l'ordre de Saint-Jean de Jérusalem la reçut lors de la dévolution des biens de l'ordre du Temple.
Au XVe siècle apparaît « cimetière des suppliciés », situé sur le marécage de « Pré Nian ». Cette zone est aujourd'hui comprise entre la rue Du Couëdic, l'allée Brancas, l'allée Cassard, la rue d'Orléans et la place Félix-Fournier. Il accueille les cadavres de l'hôpital Sainte-Catherine, les corps des suppliciés, et est appelé plus tard « cimetière des huguenots ». Une tentative de faire disparaître ce cimetière situé dans une zone d'expansion urbaine échoue devant le refus des paroissiens de Nantes d'enterrer les suppliciés avec leurs morts.
Le quartier est profondément modifié à la fin du XVIIIe siècle. La destruction des remparts, devenus une entrave au développement urbain, est acceptée, et l'architecte Jean-Baptiste Ceineray peut mener à bien un vaste projet. Cette opération est l'occasion de construire des lieux d'accueil pour les spectacles théâtraux et musicaux. La priorité de la municipalité est pourtant de satisfaire les besoins économiques, sous la forme d'une halle au blé ou d'une halle au poisson. Du conflit d'intérêts qui en découle naissent plusieurs projets, notamment l'installation de bâtiments sur la partie sud de l'actuelle place Royale, ou la création de deux édifices bordant les deux côtés de l'actuelle rue Du Couëdic, au sud de la jonction avec l'actuelle rue d'Orléans. Ce projet se heurte à deux difficultés : la partie ouest de la rue, libérée par la démolition des remparts, est déjà choisie pour l'implantation d'une halle aux blés, et la partie est n'est pas libre. Il aurait été nécessaire de procéder à des expropriations, notamment celle d'une salle de jeu de paume dont le propriétaire, M. Vallée, qui venait d'en faire l'acquisition auprès de la famille Darquistade, s'oppose juridiquement au projet. Ceineray établit les plans de la salle de spectacles, qui aurait dû occuper la partie ouest de l'ilot entre les actuelles rues d'Orléans et Sainte-Catherine. Mais le projet est abandonné, en raison des oppositions rencontrées et des avis défavorables quant au site choisi, celui-ci ne permettant pas de dégager la place suffisante pour l'accès aux voitures à chevaux et imposant une construction étriquée étant donné le manque d'espace.
L'œuvre de Ceineray est poursuivie par son successeur, Mathurin Crucy, qui fait édifier à l'ouest de la rue une halle aux blés, au sud de l'emplacement initialement prévu, et le théâtre Graslin. La muraille détruite, l'actuelle rue Du Couëdic est ouverte en 1787, reprenant le tracé de l'ancienne rue Sainte-Catherine, puis élargie entre 1834 et 1841.
La voie s'est appelée « rue Sainte-Catherine », avant d'être renommée « rue Du Couëdic ». 
Au début du XIXe siècle, la fille de Mme Couët, cantinière des armées du Consulat puis de l'Empire ayant rapportée d'Italie la recette du berlingot nantais, utilise la recette de sa mère pour vendre des confiseries sous le porche de son immeuble situé à un angle de la rue Du Couëdic, non loin de la place Royale. Ce petit commerce connaît une certaine renommée, à l'origine d'une production florissante.
En 1884, la halle aux blés accueille l'« Hôtel des Postes et Télégraphes » précédemment établi rue du Chapeau-Rouge.
Comme la place Royale toute proche, la rue est touchée par les bombardements alliés lors de la Seconde Guerre mondiale, près de la place Félix-Fournier et de l'allée Brancas. Après la guerre, les immeubles à l'est de la place Royale sont reconstruits presque à l'identique, mais leur entrée a été déplacée rue Du Couëdic pour privilégier les commerces côté place.
En 1972, l'hôtel des Postes est démoli pour laisser la place au « square Fleuriot-de-Langle ».

## Bâtiments remarquables et lieux de mémoire
- Émile Péhant (1813 - 1876) poète et conservateur de la bibliothèque de Nantes, y a vécu et y est mort.